# Pioner nord-americà

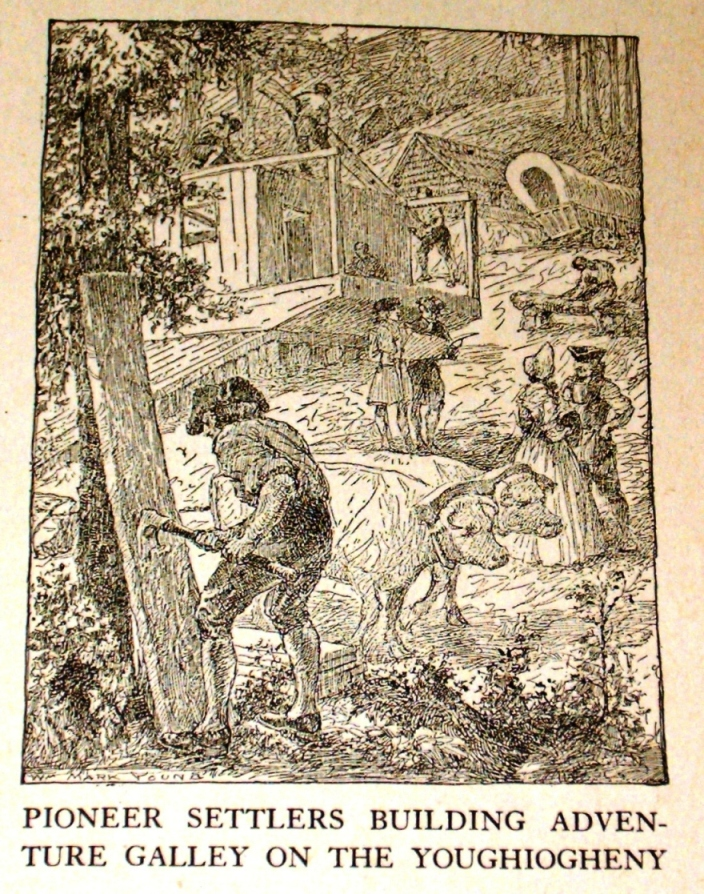
Pioners nord-americans construint la barcassa Adventure Galley al riu Youghiogheny (1788).

Els pioners nord-americans eren aquella gent que van emigrar al Far West per tal de constituir nous assentaments i desenvolupar nous territoris on abans no s'hi havien establert altres europeus, i prescindint del fet que eren terres habitades pels Amerindis nord-americans.
El concepte i la filosofia dels pioners són molt anteriors a l'època de les migracions cap a allò que en diem el Far West, ja que moltes regions que ara es consideren l'est dels Estats Units també foren colonitzades per pioners procedents de la costa. Per exemple, Daniel Boone, una figura clau a la història americana, s'instal·là a Kentucky, quan aquesta "terra fosca i sangonosa" encara no s'havia desenvolupar.
Una fita important en el desenvolupament de la colonització del Far West fou la Homestead Act, una llei que regulà el procés de la colonització.

## Pioners destacats
Diverses figures del folklore i la literatura nord-americanes tipifiquen els pioners. La novel·la The Deerslayer (1841) esdevingué la més exitosa de les cinc de la sèrie Leatherstocking Tales, de James Fenimore Cooper, sobre la vida dels pioners a la Província de Nova York. La sèrie Little House on the Prairie de Laura Ingalls Wilder, publicada un segle més tard, entre 1932 i 1943, tipificà les famílies pioneres. Daniel Boone (1734-1820) i Davy Crockett (1786-1836), dos personatges reals, esdevingueren icones de la història dels pioners.